# Ferjančič
Ferjančič je priimek v Sloveniji, ki ga je po podatkih Statističnega urada Republike Slovenije na dan 1. januarja 2010 uporabljalo 496 oseb in je med vsemi priimki po pogostosti uporabe uvrščen na 616. mesto.

## Znani nosilci priimka
- Andrej Ferjančič (1848—1927), pravnik in politik
- Anton Ferjančič (1915—1990), partizanski častnik
- Duša Ferjančič (1921—1993), učiteljica, novinarka, prevajalka
- Edvard Ferjančič (1898—1957), duhovnik
- Ferdinand Ferjančič (1895—1975), politični delavec
- Fran Ferjančič (1867—1943), duhovnik in skladatelj
- Ignac Ferjančič (1886—1953), politični delavec
- Ivanka Ferjančič (1850—1879), učiteljica čipkarstva
- Srečko Ferjančič, kemik, terminolog